# 크로마토좀
크로마토좀(chromatosome)은 뉴클레오좀이 히스톤 단백질의 일종인 H1에 의해 연결된 것을 말한다. 크로마토좀은 뉴클레오좀, 한 분자의 H1단백질과 166bp의 DNA로 이루어져 있다.